# マックス・ウェルティ
マックス・ウェルティ（Max Welti、1952年9月6日 - ）は、スイス出身の元レーシングドライバーである。スイスのレーシングチームであるザウバーのチームマネージャーだったことでも知られる。

## 概要
ウェルティはレーシングドライバーとしてのキャリアの後、同郷のペーター・ザウバーのレーシングチームであるザウバーで初代のチームマネージャーを務めた（1986年 - 1990年）。
ウェルティがチームマネージャーを務めていた当時のザウバーはスポーツカー世界選手権で活躍し、同選手権を2回に渡って制覇し、ル・マン24時間レースにおいても総合優勝を果たした。その後、ポルシェを経て、ザウバーに復帰し、1995年から1998年にかけて再び同チームのチームマネージャーを務めた。

## 経歴
ウェルティはスイス連邦工科大学ローザンヌ校とチューリッヒ工科大学で機械工学を学んだ。

### レーシングドライバー（1970年代 - 1985年）
1970年代後半にスイススポーツプロトタイプ選手権に3年間参戦し、1980年にマーチ・BMWで選手権を勝ち取った。
その後、1985年まではドライバーとしてザウバーで走った。

### ザウバー（1986年 - 1990年）

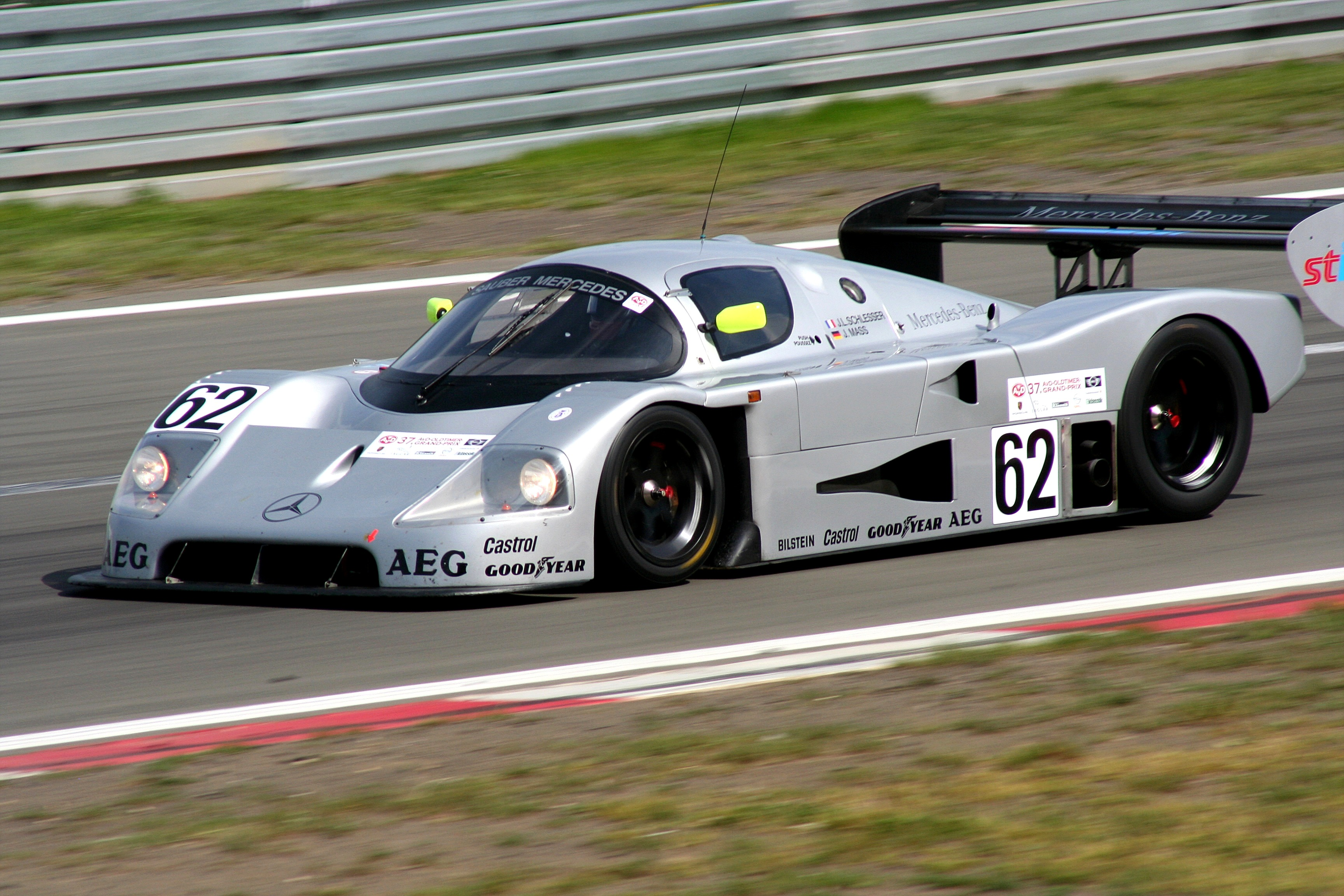
ザウバー・C9（1989年型）

1985年限りでドライバーとしてのキャリアを終え、翌1986年からはザウバーで同チームとしては初のチームマネージャーを務めた。
ザウバーは1982年から独自に開発したグループCカーでスポーツカーの世界選手権に挑戦を始め、1985年からは非公式にメルセデス・ベンツエンジンの供給を受けるようになっていた。1986年も車両の性能不足から苦戦が続いていたが、同年8月のニュルブルクリンク1000㎞レースで、ザウバーは世界選手権における初優勝を記録した（ドライバーはマイク・サックウェルとアンリ・ペスカローロ）。
1988年からはメルセデス・ベンツ（ダイムラー・ベンツ）が自動車レースにおける活動を再開し、ザウバーへの関与も正式なものとし、ザウバーはメルセデス・ベンツのワークスチームとなった。
これにより戦闘力は向上し、ザウバー・メルセデスは1989年と1990年の選手権を圧倒するとともに、1989年にはル・マン24時間レースでも総合優勝を達成した（1990年は不参加）。

### ポルシェ（1991年 - 1994年）
ウェルティは1991年にポルシェからF1のプロジェクトマネージャーとして誘われたことで、それを引き受けて移籍した。当時、ポルシェはF1チームのフットワーク（車両はフットワーク・FA12）へのエンジン供給を始めようとしていたところだったが、このプロジェクトは大きな失敗となる。
ポルシェがF1から撤退した後もウェルティはモータースポーツ部門のマネージャーとして残り、同部門の再構築も任されていたことから、当時のF1の実質的な運営者であるバーニー・エクレストンと交渉を重ね、1993年にポルシェ・スーパーカップの創設を実現した。同年以降、ワンメイクのこの選手権はF1のサポートレースのひとつとして定着していくことになる。
ポルシェでもル・マン24時間レースにレースディレクターとして関わり、1994年のレースではプロジェクトリーダーであるノルベルト・ジンガーと組んで、ダウアー・962LMを擁してチームは総合優勝を果たした。実際のチーム運営を担ったのはヨースト・レーシングだが、この勝利もウェルティの成果として数えられることとなる。

### ザウバー（1995年 - 1998年）
ウェルティはポルシェにF1に復帰するよう説得を試みたが、それは達成できなかったことから、1995年5月にザウバーに復帰した。ザウバーは1993年からF1に参戦しており、再びチームマネージャー（マネージングディレクター）に就任したウェルティはチームを監督する立場となる。同時に、ザウバーの上級副社長となったウェルティはレース運営全般の指揮も任され、これにより同チーム代表のペーター・ザウバーは資金調達やマーケティングなどの対スポンサーの対応に専念できる体制となった。ザウバーではチーム内の政治的な争いに巻き込まれ、その結果、1998年1月にチームを去った（後任はビート・ツェンダー）。

### V8STAR（2000年 - 2003年）

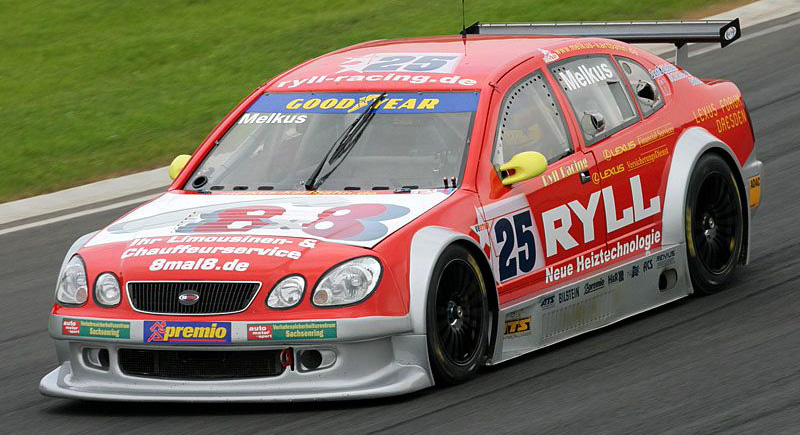
V8STARシリーズの参戦車両（レクサス・GS）

2000年からウェルティは新たなツーリングカー選手権であるV8STARシリーズの最高経営責任者となり、同選手権の立ち上げから関与し、翌2001年には初年度の開催にこぎつけた。
この選手権はシルエットカー（外観だけ市販車に似せたボディを使用し中身はスペースフレームで作られたレース専用の車体）を用いたもので、1990年代半ばに消滅したDTM（旧DTM/ITC）と異なり、自動車メーカーに過度に依存しない選手権を目指していた。しかし、2000年に新DTMが始まっていたこともあって、スポンサー集めに苦しんだ。結果として、同シリーズは長くは続かず、2003年に消滅した。

### A1グランプリ（2004年 - 2009年）

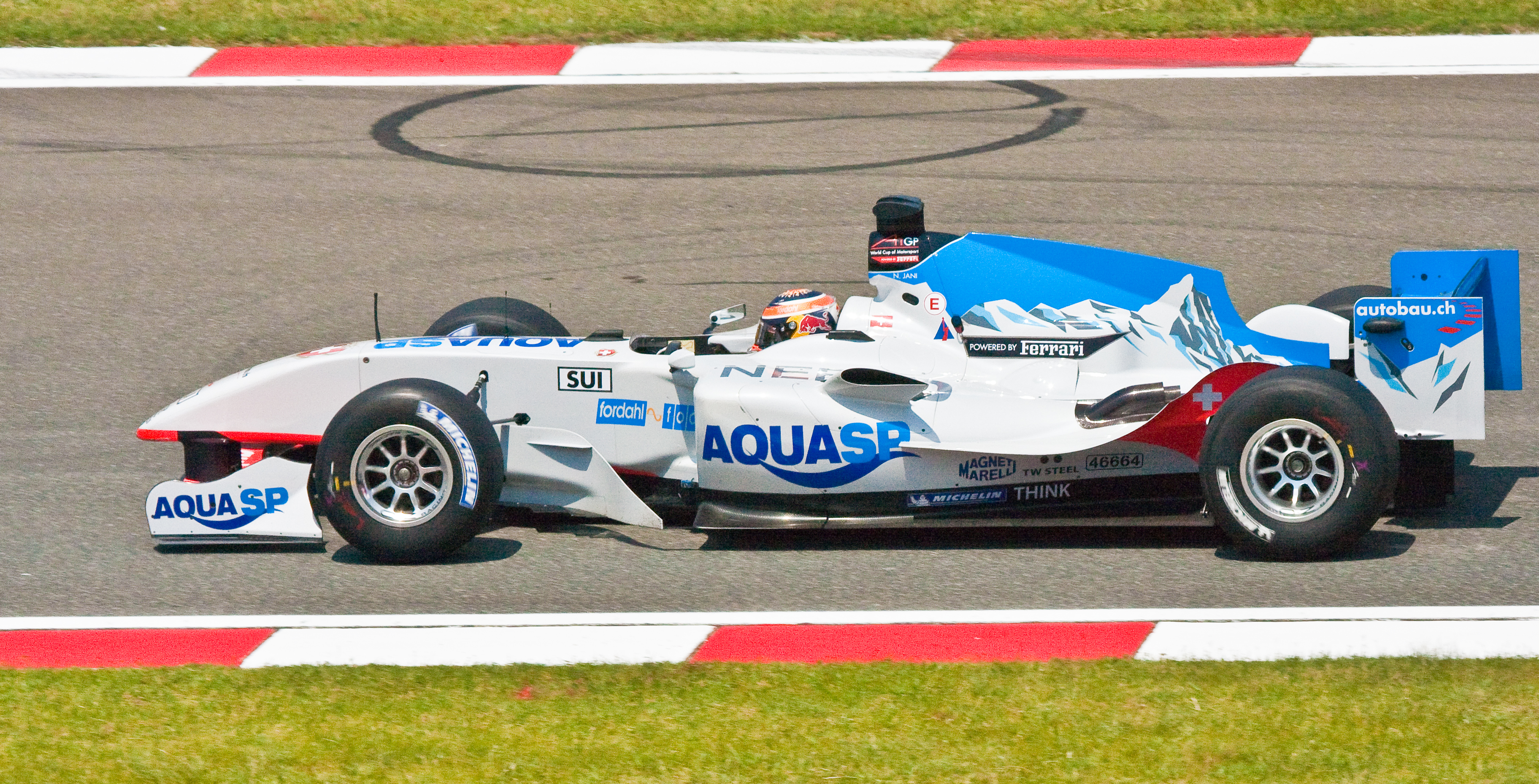
A1チーム・スイス（2009年）

2005年に自動車レースの国別選手権としてA1グランプリが始まり、ウェルティはA1チーム・スイスのオーナーとなって最初のシーズン（2005年 - 2006年）から参戦を始めた。
ニール・ジャニをメインドライバーとしたスイスチームの競争力は高く、第1シーズンはフランスに次ぐランキング2位で終え、第3シーズン（2007年 - 2008年）にはチャンピオンを獲得した。第4シーズン（2008年 - 2009年）もランキング2位となる。
スイスチームはA1グランプリの中で最も成功したチームとみなされたが、世界金融危機の影響により2009年のレースを最後にA1グランプリは事実上消滅してしまい、ウェルティは再び、参加する選手権を失った。

### フォルクスワーゲングループ（2013年 - 2017年）
2013年にウェルティはフォルクスワーゲングループのモータースポーツ部門の仕事を始め、同グループのランボルギーニのモータースポーツ部門であるスクアドラ・コルセの責任者に就任した。
ランボルギーニにおける業務そのものは1年で完了し、その後はフォルクスワーゲンのモータースポーツ活動のコンサルタントを務め、同グループ傘下のフォルクスワーゲン、アウディ、ポルシェ、ベントレー、ランボルギーニの各レース活動について、レース主催者との折衝などを手がけた。

### BMW（2018年 - 2020年）
2018年にはBMWに移籍し、同社のモータースポーツ部門でフォルクスワーゲン・グループにおける業務と同様のコンサルタント業務を行った。

## レース戦績

### ヨーロッパ・フォーミュラ3選手権
| 年     | チーム                           | シャシー     | エンジン     | 1   | 2   | 3   | 4   | 5   | 6   | 7   | 8   | 9   | 10  | 11  | 12      | Pos. | Pts |
| ------ | -------------------------------- | ------------ | ------------ | --- | --- | --- | --- | --- | --- | --- | --- | --- | --- | --- | ------- | ---- | --- |
| 1979年 | サウバーレーシング・スイスランド | ローラ・T670 | トヨタ・2T-G | VLL | ÖST | ZOL | MAG | DON | ZAN | PER | MNZ | KNU | KIN | JAR | KAS Ret | NC   | -   |

### ル・マン24時間レース
| 年     | チーム   | コ・ドライバー                            | 使用車両     | クラス | 周回 | 総合順位 | クラス順位 |
| ------ | -------- | ----------------------------------------- | ------------ | ------ | ---- | -------- | ---------- |
| 1979年 | ザウバー | Louis Bärtsch Georges Blättler            | ザウバー・C5 | S2.0   | -    | DNA      | DNA        |
| 1985年 | ザウバー | ディーター・クエスター ジョン・ニールセン | ザウバー・C8 | C1     | -    | DNS      | DNS        |

## 人物
レース以外ではダンスの振り付けに情熱を注いでおり、一時期、ダンス教室を所有していたことがある。